# Friedrich Heinrich Wilhelm (Schleswig-Holstein-Sonderburg-Glücksburg)
Friedrich Heinrich Wilhelm von Schleswig-Holstein-Sonderburg-Glücksburg (* 15. März 1747 in Glücksburg; † 13. März 1779 ebenda) war von 1766 bis 1779 Herzog von Schleswig-Holstein-Sonderburg-Glücksburg. Mit ihm starb die ältere Linie des Hauses Schleswig-Holstein-Sonderburg-Glücksburg aus.

## Leben
Friedrich Heinrich Wilhelm war der älteste Sohn von Herzog Friedrich und Henriette Auguste zu Lippe-Detmold. Beim Tod seines Vaters 1766 war er das einzige männliche Mitglied der Familie und erbte das unter der Regierung seines Vaters stark geschrumpfte Herzogtum. Gleichzeitig setzte er seine militärische Laufbahn im dänischen Heer fort. Zuletzt diente er als Generalmajor der Kavallerie.
Seine 1769 geschlossene Ehe mit Anna Carolina von Nassau-Saarbrücken (1751–1824), der Tochter von Wilhelm Heinrich von Nassau-Saarbrücken, blieb kinderlos. Die Witwe heiratete nach seinem Tod Karl Friedrich Ferdinand von Braunschweig-Wolfenbüttel-Bevern (1729–1809). Nach ihrem Tod fielen Schloss Glücksburg und der Titel an Friedrich Wilhelm aus der Linie Beck, der die jüngere Linie Schleswig-Holstein-Sonderburg-Glücksburg begründete.

## Auszeichnungen
- Ritter des Elefanten-Ordens (1773)